# Kronprinzenpalais
Il Kronprinzenpalais (Palazzo del Principe della Corona) è un palazzo storico di Berlino, lungo l'Unter den Linden. L'edificio prese il nome dai suoi abitanti, ovvero gli eredi al trono reali e imperiali.
È posto sotto tutela monumentale (Denkmalschutz).

## Architettura
L'edificio che oggi vediamo ha subito notevoli modifiche nel corso del tempo. Costruito originariamente fra il 1663 e il 1669, fu ampliato nel 1732-33 su progetto di Philipp Gerlach, in stile tardobarocco. Tra il 1856 e il 1857 venne costruito il secondo piano su progetto di Johann Heinrich Strack. Questi ampliamenti sono stati ricostruiti a seguito dei danni dovuti ai bombardamenti. Di fianco all'edificio venne costruito poi, per le figlie di Federico Guglielmo III di Prussia, il Prinzessinespalais, che è collegato al Kronprinzenpalais da una passerella soprelevata. Un padiglione alle spalle dell'edificio ha come portale d'ingresso quello recuperato dalla Bauakademie di Karl Friedrich Schinkel.

## Storia
Il palazzo ospitò vari membri della famiglia reale fino all'abolizione della monarchia. Dal 1919 al 1937 l'edificio divenne un'ala della Alte Nationalgalerie. Sotto il regime nazista venne rinominato Palais Unter den Linden e divenne una residenza per gli ospiti ufficiali. In questo edificio nel 1990 venne firmato l'accordo che avrebbe portato alla riunificazione della Germania. Oggi il palazzo è utilizzato come spazio per mostre ed eventi culturali.